# Tour de Burgos 2010
La 32e édition du Tour de Burgos a eu lieu du 4 au 8 août 2010. Il est inscrit au calendrier de l'UCI Europe Tour 2010.

## Classements des étapes
| Étape     | Date   | Villes étapes                            | km                    | Vainqueur d'étape | Leader du classement général |
| 1re étape | 4 août | Villasana de Mena-Medina de Pomar        | 143 km                | Koldo Fernández   | Koldo Fernández              |
| 2e étape  | 5 août | Burgos - Miranda de Ebro                 | 165 km                | Samuel Sánchez    | Samuel Sánchez               |
| 3e étape  | 6 août | Queso de Sasamón - Melgar de Fernamental | 21,3 km (CLM/équipes) | Katusha           | Giampaolo Caruso             |
| 4e étape  | 7 août | Vivar del Cid - Salas de los Infantes    | 173 km                | Romain Feillu     | Giampaolo Caruso             |
| 5e étape  | 8 août | Vilviestre del Pinar - Lagunas de Neila  | 155 km                | Samuel Sánchez    | Samuel Sánchez               |